# Labyrint (TV-serie, 2012)
Labyrint är ett svenskt pågående barnprogram från 2012 på SVT Barn.

## Handling
Labyrint är ett tävlingsprogram i en fiktiv fantasivärld. Tre barn kommer i varje program för att tävla mot Daidalos och hans skapelser i Labyrintvärlden. Barnprogrammet har starka estetiska influenser ifrån steampunk. Varje avsnitt är uppbyggt i fem olika tävlingsgrenar; i den första tävlingsgrenen skall barnen ta sig förbi Daidalos robot Kamina men andra robotar har och kan hjälpa till i kloakgrinden. Med deras hjälp har de slajmsläckaren och fem livspuckar. För varje släckningsförsök måste de offra en livspuck. Och sen är det bråttom för lågorna flammar snart upp igen. Då kan de fastna hos Kamina och måste offra en livspuck för att komma vidare till labyrinten.
Vid den andra tävlingsgrenen ska de samla på livspuckar i labyrinten vid olika stationer samtidigt som de skall akta sig för att träffas av slem av Taurus, Stinger och/eller Lupus, robotar som sprutar slajm. Barnen som får slemmet på sig får komma in i en bur men de barn som inte får kan köpa dem fria med en livspuck (oavsett hur många barn som är träffade av slem, om alla barnen är träffade av slem så köps alla barnen ut ur buren för en livspuck. I säsong 1, 2 och 3 tävlar man om att vinna tre fler livspuckar än man redan har när man börjar med detta tävlingsmomentet, i säsong 4, 5, 6, 7 och 8 tävlar man om att vinna fyra fler livspuckar, än man redan har när man börjar med detta tävlingsmomentet. 
I den tredje grenen skall de bygga en figur av klossar enligt Daidalos ritningar; de måste hinna i tid och skulpturen måste se exakt ut som den på Daidalos bild. Om de inte hinner eller om skulpturen är felaktig kommer Bulten och släcker en livspuck (man tävlar om tre fler livspuckar, än man redan har när man börjar med detta tävlingsmomentet). 
Innan finalmomentet kommer skall de in i samma labyrint där de var från början och hämta en nyckel till finalrummet som sitter på Taurus som laddas, de måste hinna hämta nyckeln innan Taurus vaknar.
I själva finalen får barnen tävla i att ta sig över slajmsjön med hjälp av objekt att gå på. För varje gång man ramlar i slajmsjön (det räcker med att ens fötter är i slajmsjön) förloras en livspuck. Om alla ens livspuckar är släckta och man ramlar i slajmsjön skickas man in till slajmsugen.
Om barnen lyckas komma över till andra sidan där Daidalos befinner sig, väntar ett (sextonkorts)memory. Om barnen gissar fel släcks en livspuck. När den sista livspucken släcks skickas ett barn till slajmsugen varje gång som de gissar fel. När alla barn har skickats till slajmsugen förlorar de tävlingen och blir "utslajmade" ur labyrinten. Om de vinner får varje barn ett pris och en medalj (varierar beroende från säsong till säsong).

## Personer som arbetar med Labyrint
- Projektledare och övergripande producent: Sanna Ekman
- Formatutvecklare: Fantasifabriken/Jesper Berglund och Jens Handel
- Producent: Hanna Roos
- Grafiker: Anders Printz
- Daidalos: Leif Andrée
- Reportern: Amelie Nörgaard (under säsong 1 och 2, Nour El Refai) (2015 Kitty Jutbring)
- Bulten/Mutter: Katarina Åhman
- Taurus: Nils Granberg
- Flip: Andreas Hammar
- Los: Kerstin Linden (avsnitt 5 (säsong 8))
- Daidalosa: Charlott Strandberg (säsong 8)
- Robot projektledare för Gorgo och Lupus: Anna Sortti